# Quartier Necker
Das Quartier Necker ist das 58. der 80 Quartiers (Stadtviertel) von Paris im 15. Arrondissement.

Die Stadtviertel im 15. Arrondissement

## Lage
Der Verwaltungsbezirk im 15. Arrondissement von Paris wird von folgenden Straßen begrenzt:
- Westen: Rue de la Croix-Nivert
- Norden: Boulevard du Montparnasse, einem Teil der Rue de Sèvres und der Avenue de Saxe, weiter zur Avenue de Suffren
- Osten: Rue du Dèpart, Rue du Commandant René Mouchotte, Place des cinq martyrs du Lycée Buffon, entlang der Gleise zum Gare Montparnasse (Rue André Gide)
- Süden: Rue Mademoiselle, Rue Cambronne und Rue de la Procession

## Namensursprung
Das Stadtviertel hat seinen Namen vom Hôpital Necker, das 1778 von Madame Necker, Ehefrau von Jacques Necker, gegründet wurde.

## Geschichte
Das Stadtviertel entstand auf einem nicht bewohnten Gelände zwischen Paris und der ehemaligen Gemeinde Vaugirard.

## Sehenswürdigkeiten
Der Bahnhof und der in seiner Nähe stehende Turm sind sicher die bekanntesten Gebäude des Stadtviertels. Rund um den Bahnhof fanden umfangreiche Renovierungsarbeiten statt: Es entstanden Wohn- und Bürogebäude, eine Parkanlage (Jardin Atlantique) über dem Bahngelände, ein Einkaufszentrum.
- Lycée Buffon
- Hôpital Necker–Enfants malades
- Institut Pasteur mit dem Musée Pasteur
- Mémorial Leclerc